# Clunio tuthilli
Clunio tuthilli är en tvåvingeart som beskrevs av Tokunaga 1964. Clunio tuthilli ingår i släktet Clunio och familjen fjädermyggor.
Artens utbredningsområde är Marshallöarna. Inga underarter finns listade i Catalogue of Life.